# J. M. Ritchie
James MacPherson Ritchie (geboren 10. Juli 1927 in Aberdeen; gestorben 30. April 2013 in Sheffield) war ein britischer Germanist und literarischer Übersetzer. Unter den Kollegen war sein Spitzname Hamish.

## Leben
Ritchie besuchte die Schule in Aberdeen und studierte, mit einer Unterbrechung durch den Kriegsdienst als Übersetzer in der Royal Air Force auf Kriegsschauplätzen in Italien und Deutschland, Germanistik an der Universität Aberdeen (MA und DLitt). An der Universität Tübingen wurde er 1954 promoviert. Er arbeitete ab 1954 als Assistent an der Universität Glasgow und ab 1961 als Associate Professor der Universität New South Wales. 1965 ging er an die Universität Hull und wurde 1970 als Germanist an die Universität Sheffield berufen, bevor er 1987 eine Professur an der Universität Aberdeen erhielt. In Sheffield setzte er sich für eine Städtepartnerschaft mit Bochum ein.
Ritchie publizierte über einhundert wissenschaftliche Aufsätze und Bücher. Er gehörte vier Jahrzehnte zum Herausgeberstab der Zeitschrift German Life and Letters. Ritchie forschte insbesondere über die in der Zeit des Nationalsozialismus exilierten deutschsprachigen Schriftsteller und war maßgeblicher Mitgründer des Research Centre for Germans and Austrians in Exile in Great Britain an der Universität London.
Er übersetzte Werke des literarischen Expressionismus, darunter Dramen von Ernst Toller, Oskar Kokoschka und Carl Sternheim. Er schrieb eine Monografie über den Dichter Gottfried Benn.
Ritchie wurde Fellow der Royal Society of Arts und erhielt 1986 den Großen Bundesverdienstorden. Die Zeitschrift German Life and Letters widmete ihm die Juli-Ausgabe 1992 als „Festschrift“.

## Schriften
- Martin Salander. 1954. Dissertation Universität Tübingen.
- (Hrsg.): Periods in German Literature. Wolff, London 1966, DNB 577926020.
- (Hrsg.): Seven Expressionist plays. Übersetzung J. M. Ritchie, H. F. Garten. Calder & Boyars, London 1968.
- (Hrsg.): Periods in German literature. Texts and contexts. Wolff, London 1969, ISBN 0-85496-033-3.
- Gottfried Benn. The Unreconstructed Expressionist. Wolff, London 1972, ISBN 0-85496-046-5.
- German Expressionist Drama. Twayne, Boston 1976, ISBN 0-8057-6261-2.
- Brecht. Der kaukasische Kreidekreis. Arnold, London 1976, ISBN 0-7131-5852-2.
- German Literature under National Socialism. Croom Helm, London 1983, ISBN 0-389-20418-8.
- German Exiles. British Perspectives. Lang, New York 1997, ISBN 0-8204-3743-3.